# حكي الجل
حكي الجل منطقة عراقية فيها تلال، في ناحية الشبكة بقضاء النجف بمحافظة النجف، بالبادية العراقية، جنوب غرب العراق. 